# Grube Albert (Bergisch Gladbach)
Die Grube Albert ist eine ehemalige Eisenerz-Grube des Bensberger Erzreviers in Bergisch Gladbach. Das Gelände gehört zum Stadtteil Herrenstrunden. Der Hauptbetriebspunkt lag auf dem Weg von Herrenstrunden nach Rommerscheid auf dem höchsten Punkt des Combücher Berges.

## Geschichte
Die Grube Albert wurde im Volksmund „de Lochjroov“ (die Lochgrube) genannt. Eduard Knobel, Gutsverwalter von Schloss Lerbach, mutete sie am 25. März 1848 auf Eisenstein. Am 27. Mai 1848 wurde ihm ein Mutschein ausgestellt. Die Verleihungsurkunde an Knobel für die „Zeche Albert“ stammt vom 22. Mai 1849. Offensichtlich arrangierte er sich in der Folgezeit hinsichtlich der Gewinnung des Eisens mit der Britanniahütte in Bergisch Gladbach. Ein rentabler Betrieb kam zunächst nicht zustande. Nachdem seit 1879 Schutzzölle auf ausländisches Eisen erhoben wurden, kam Bewegung in die Bergbautätigkeiten. Im August 1882 kam es zu mehreren Enteignungsverfahren gegen mehrere Eigentümer, die darauf hindeuten, dass sich der Bergbau ausdehnte. Außerdem liegen für die Zeit von 1880 bis 1886 Zahlen über die Förderung von Eisenerz der Grube Albert vor, die ebenfalls auf ein größeres Arbeitsaufkommen hindeuten.

## Betrieb und Anlagen
Die ersten Informationen über Betriebstätigkeiten liegen ab 1880 vor.  Ein Steiger und zwölf Bergleute trieben einen Stollen in den „Combücher Berg“ vor und teuften „oben im Wald“ einen Schacht ab. Die schweren Fuhrwerke machten bald den Weg zu Schanden, den unter anderem auch die Schulkinder benutzten. Die Stadtverwaltung forderte daher den Bergwerksbetreiber auf, den Weg instand zu setzen. Im Jahr 1886 wurden die Betriebstätigkeiten eingestellt.